# Микитин Володимир Богданович
Володи́мир Богда́нович Мики́тін (нар. 28 квітня 1970 року, Красний Луч, СРСР) — український футбольний тренер та колишній футболіст. У минулому гравець збірної України.

## Біографія
1979 року почав грати в ДЮСШ міста Красний Луч, куди його привели батьки. Спочатку грав у нападі. Перший тренер — Дмитро Фролов. Після 5 років занять перейшов в луганський спортінтернат, з якого і випустився. В спортінтернаті тренувався під керівництвом Владислава Проданця, який перекваліфікував Микитина у лівого захисника

## Досягнення
- Срібний призер чемпіонату України 1998/99 та 1999/2000
- Бронзовий призер чемпіонату України 1997/98
- Фіналіст Кубка України 1998/99
- Фіналіст Кубка Росії 2002/03